# Nofretiabet

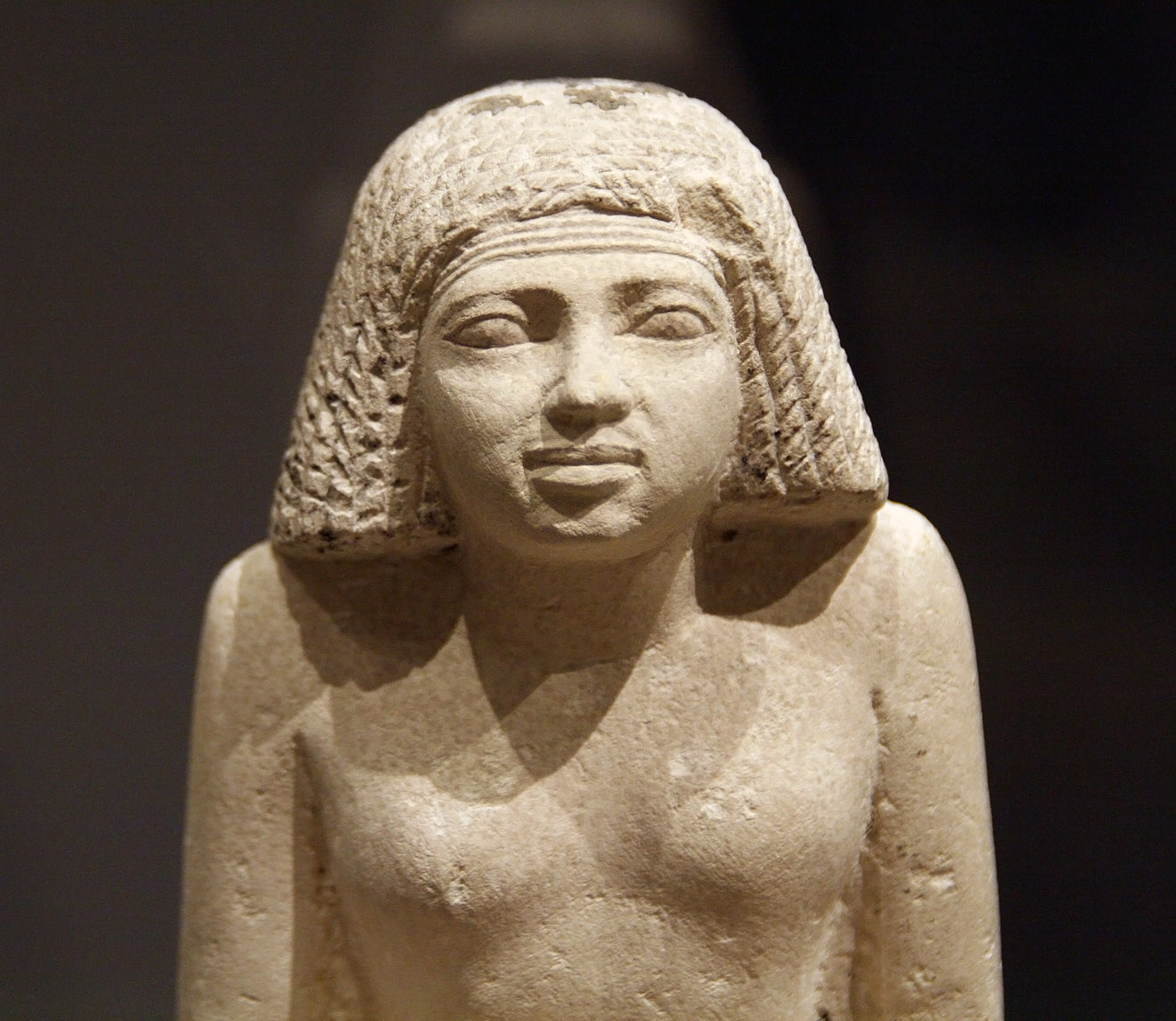
Szobrának részlete

Nofretiabet (vagy Nofertiabet; nfr.t ỉ3b.t „keleti szépség”) ókori egyiptomi hercegnő a IV. dinasztia idején, valószínűleg Hufu fáraó egyik lánya.
Gízai masztabasírja, a G1225 a Hufu-piramistól nyugatra eső nekropoliszban található. Innen került elő gyönyörű áldozati sztéléje, melyet ma a Louvre őriz, ezen papnőként öltözve ül egy áldozati asztal előtt. Valószínűleg a sírból származó szobra ma Münchenben található. Pár kisebb, VI. dinasztia kori szoborról feltételezték, hogy az ő sírjából került elő, de valószínűbb, hogy egy közeli, kisebb sírból származnak.

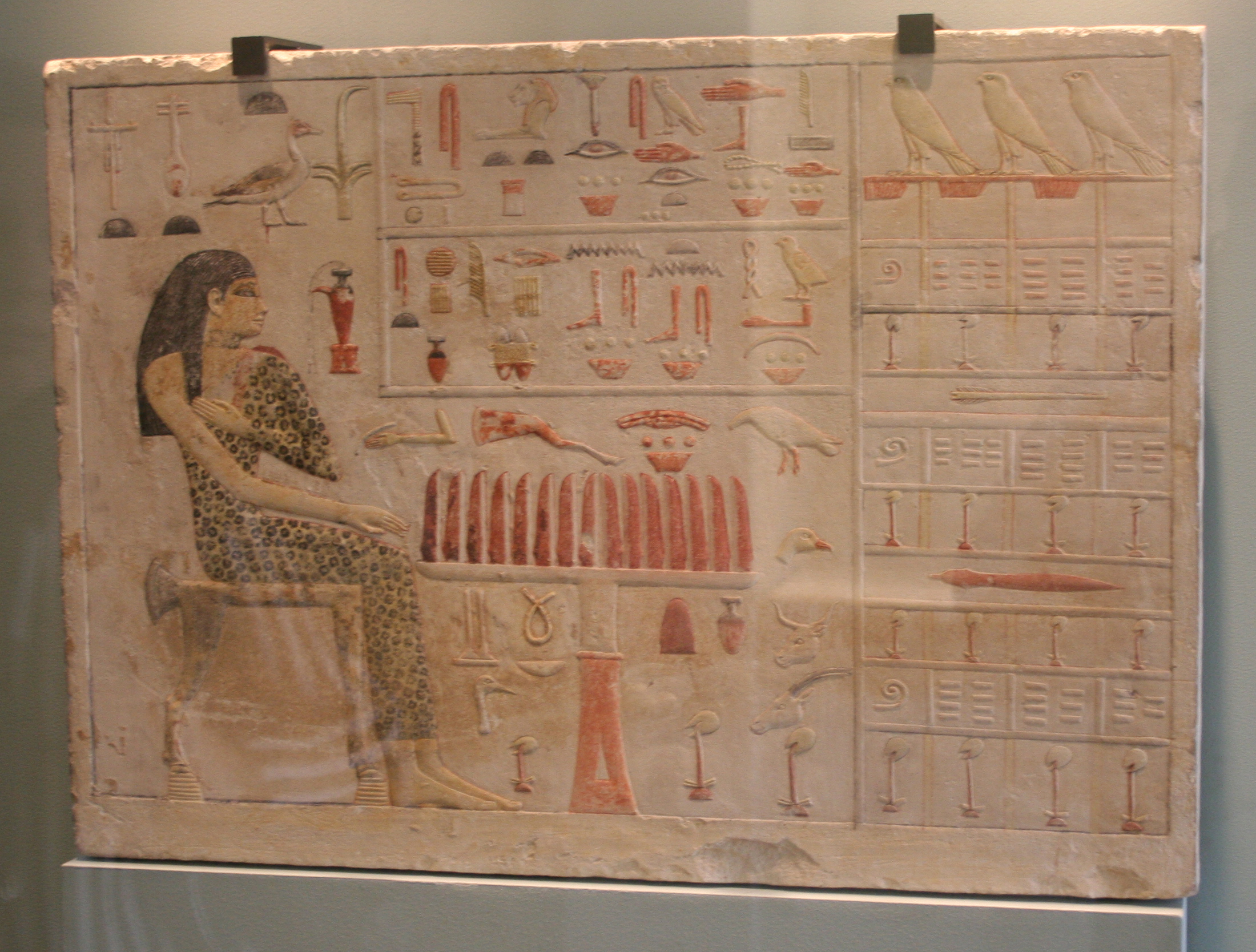
Nofretiabet sztéléje